# Hanna Ereńska-Barlo
Pour les articles homonymes, voir Barlo (homonymie).
Hanna Ereńska-Barlo, anciennement Hanna Erenska-Radzewska, est une joueuse d'échecs polonaise née le 12 novembre 1946 à Poznań.
Grand maître international féminin depuis 1981, elle a remporté le championnat du monde senior en 2007.

## Biographie et carrière
Hanna Ereńska-Barlo fut championne de Pologne à cinq reprises de 1971 à 1980. Elle finit 14e du tournoi interzonal féminin de 1982.
Elle représenta la Pologne lors de huit olympiades féminines d'échecs de 1972 à 1992, remportant :
- la médaille d'argent individuelle au deuxième échiquier en 1972 ;
- la médaille de bronze par équipe et la médaille de bronze individuelle au premier échiquier en 1980[3].

Elle participa au premier championnat d'Europe d'échecs des nations féminin en 1992 (la Pologne finit deuxième de la compétition).
Elle remporta le championnat du monde d'échecs senior en 2007.